# Bitva u Hradce Králové
Bitva u Hradce Králové (též bitva na Chlumu či bitva u Sadové) byla po bitvě u Lipska druhá největší bitva 19. století s účastí 436 tisíc vojáků. Odehrála se 3. července 1866 severozápadně od městské fortifikace Hradec Králové, v rozsáhlé lokalitě mezi řekou Labe a vesnicemi Hořiněves, Benátky, Sadová, Mokrovousy a Dolní Přím.
Pruská armáda v čele s králem Vilémem I. a náčelníkem generálního štábu generálem pěchoty Helmutem von Moltkem zde drtivě porazila rakousko-saskou armádu pod velením polního zbrojmistra Ludvíka von Benedek. Stalo se tak zejména v důsledku zastaralé vojenské taktiky a výzbroje Rakouska. Střetnutí se stalo rozhodujícím faktorem prusko-rakouské války, v širších souvislostech pak v jeho důsledku přišlo Rakousko o své dosavadní čelné postavení v Německu i v severní Itálii a současně muselo čelit stupňujícím se požadavkům obyvatel jednotlivých částí říše.
Počtem nasazených vojáků je hradecké střetnutí největší bitvou svedenou na území dnešního Česka.

## Souvislosti
Po nástupu kancléře Otto von Bismarcka v polovině 19. století získávalo ve střední Evropě stále větší vliv Prusko. Rozhodujícím momentem bylo obsazení Holštýnského vévodství Pruskem a vyloučení Rakouska z Německého spolku z podnětu Pruska. Odvetou vyhlásilo Rakousko Prusku 17. června 1866 válku.

## Průběh bitvy
Rakouské a saské jednotky se začaly formovat na pravém břehu Labe již 2. července. Po půlnoci se rozmístily do přibližně půlkruhové linie o délce 10 kilometrů, zahrnující i vrchol Chlum poblíž stejnojmenné vsi. Část sil byla ponechána v záloze. Proti nim stály tři pruské armády nazývané První, Druhá a Labská, přičemž Druhá armáda nebyla v době zahájení bitvy doposud v dotyku s Rakušany.
Bitva začala za rozbřesku 3. července. Během dopoledne mělo Rakousko mírnou převahu. Rakouské dělostřelectvo, vybavené moderními bronzovými čtyř- a osmiliberními děly s dostřelem několika kilometrů, odráželo nápor 1. pruské armády palbou od obce Lípa. Ve výbavě pěšáků mělo určitou převahu Prusko, neboť pruští vojáci byli vybaveni novým typem pušek – zadovkami, sestrojenými podle Nikolause Dreyse, které již používaly patrony, a proto se nabíjely daleko rychleji než zepředu nabíjené rakouské pušky konstrukce J. Lorenze, které ovšem měly delší dostřel i přesnost. Klasický rakouský bodákový útok v mohutných praporních svazech se v pruské rychlopalbě hroutil.
Za rozhodující moment se považuje zapletení se dvou rakouských armádní sborů (II. a IV.) ze strategického hlediska do zbytečného boje o les Svíb, o nějž svedly krvavý zápas se 7. pruskou divizí, čímž došlo k oslabení až k odkrytí části rakouské obranné linie. V důsledku toho opožděně přišedší 2. pruská armáda mohla téměř nepozorovaně zaujmout extrémně výhodnou pozici na návrší obce Chlum, v týlu nepřítele. To bitvu rozhodlo. Zpočátku byly sice počty Prusů na Chlumu menší a proto byl první následující útok Rakušanů na Chlum úspěšný; to se však rychle změnilo. V dalším boji rakouská armáda ztratila 10 000 vojáků a hrozilo její úplné zničení v nastalém obklíčení; proto zahájila ústup na Moravu přes Třebechovice pod Orebem, Holice a Českou Třebovou. Pruská armáda ji vzhledem k vlastnímu oslabení nepronásledovala.
Rakouský ústup byl kryt jezdectvem. Došlo k velké jezdecké bitvě jedenácti tisíc rakouských a pruských jezdců mezi Střezeticemi a Dlouhými Dvory, při které za půl hodiny zahynulo na 1600 mužů a 2000 koní.
Dopisovatel britského deníku The Times v pruském hlavním stanu ještě v den bitvy 3. července vylíčil pruský útok na rakouské pozice:
| „ | Prusové stříleli mnohem rychleji nežli Rakušané, avšak nemohli viděti cíle pro kouř, domy a stromy, kdežto rakouští myslivci, jsouce kryti, pálili na slepo směrem, odkud se blížil nepřítel, a střelbou svou strašlivě protrhovali uzavřené šiky pruské. Avšak Prusové znenáhla lepšili své postavení. Byť i pomalu, přece srdnatě a vytrvale drali se ku předu, ač trpíce ztráty při každém kroku a pokrývajíce místy půdu svými padlými. Aby pomohla pěchotě, odvrátila pruská dělostřelba na chvíli pozornost svou od děl rakouských; zasypávajíc střelbou vesnice, obsazené rakouskou pěchotou, způsobila hrozné spousty. Mokrovousy a Dohalice se vzňaly, a granáty pršely na obhájce hořících vesnic. ... 7. divise zahájila palbu proti lesu, nemohla však mnoho poříditi, ježto nepřítel byl kryt stromy; i šla na to bodákem. Rakušané necouvali, nýbrž vyčkali Prusů, i byl v lese nad Benátky sveden jeden z nejkrvavějších bojů muž proti muži, jakého kdy válka viděla. 27. pruský pluk vešel do lesa s 3000 muži a 90 důstojníky, a vyšel na druhé straně z lesa s 2 důstojníky a 300 — 400 muži; všichni ostatní byli zabiti nebo raněni. | “ |

## Připomínky bitvy

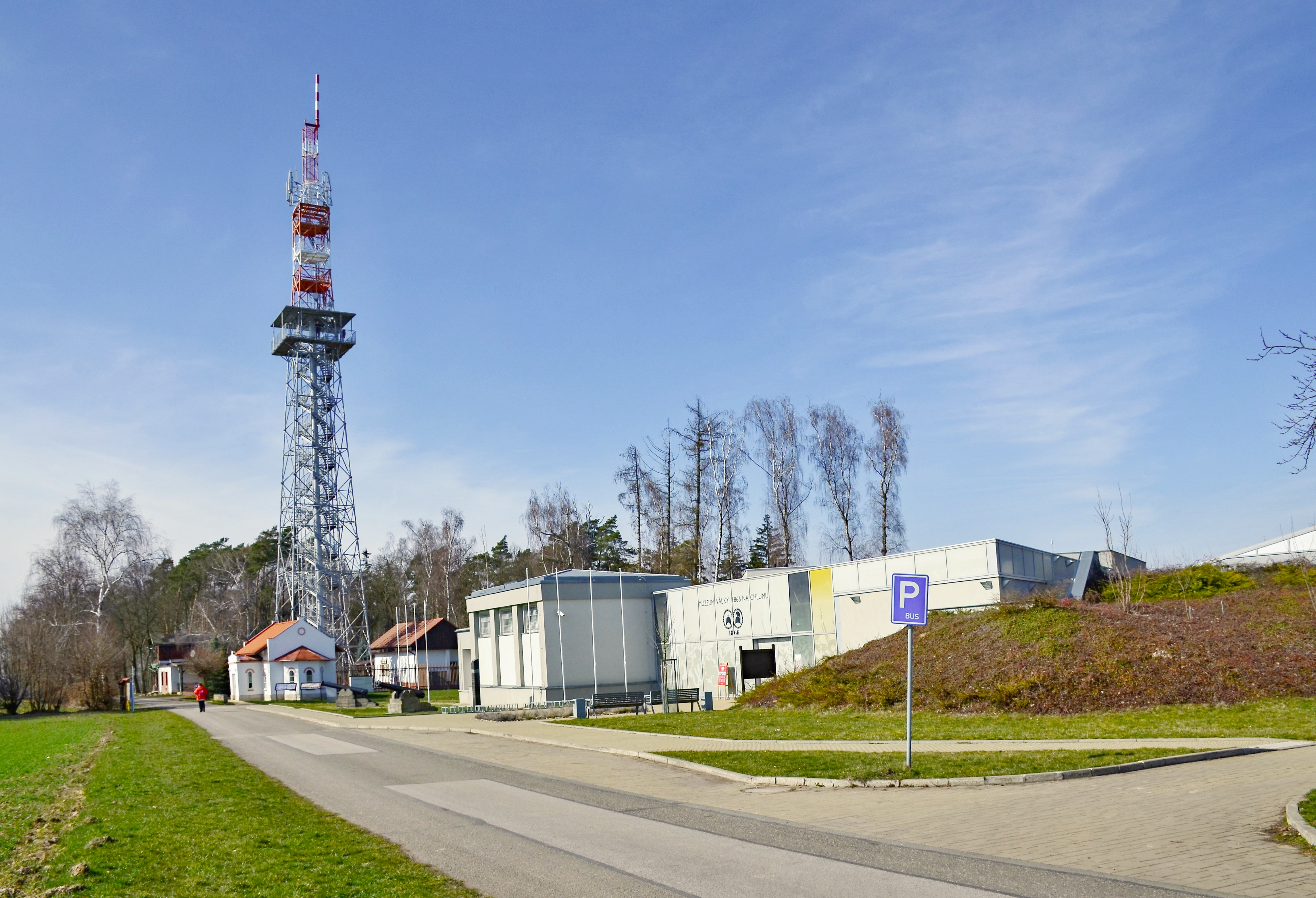
Muzeum války 1866 s rozhlednou Chlum

### Muzeum
Bitvě u Hradce Králové se nejen v kontextu prusko-rakouské války věnuje Muzeum války 1866 na Chlumu. Muzeum bylo otevřeno v roce 1936 u příležitosti 70. výročí bitvy a rozšířeno v letech 2008 až 2012. Muzeum je od října 2003 dlouhodobě uzavřeno, otevřít se má v červenci 2026. U muzea lze vystoupat na rozhlednu, z níž je výhled na bojiště.

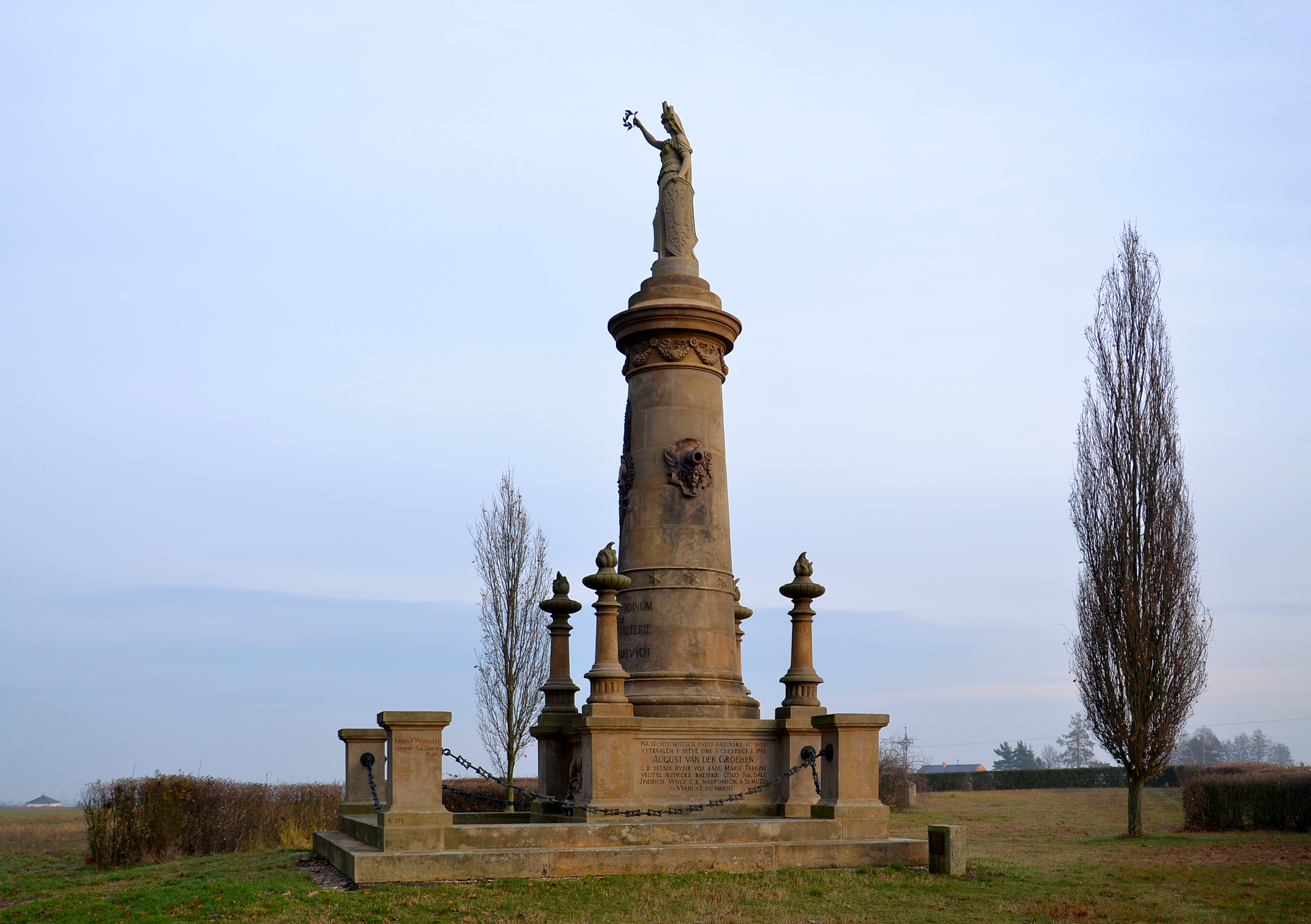
Baterie mrtvých

### Pomníky
Bitvu připomíná také na 480 pomníků, které dohromady tvoří největší funerální komplex památek na českém území.

Mezi nejvýznamnější místa patří např. „Alej mrtvých“ v lese Svíb, na svahu Chlumu stojící pískovcový sloup se sochou Austrie postavený na památku Baterie mrtvých setníka Augusta von der Groebena, hřbitovy v Chlumu a Máslojedech, pískovcové mauzoleum u Lípy. Nejnovějším z pomníků je Pomník jezdecké srážky u Střezetic 1866, který byl odhalen v červenci 2016.

### Krajinná památková zóna
„Území bojiště u Hradce Králové“ bylo v roce 1996 vyhlášeno krajinnou památkovou zónou. Zasahuje do území těchto obcí (v abecedním pořadí): Benátky, Čistěves, Dohalice, Dolní Přím, Hněvčeves, Hořiněves, Hradec Králové, Máslojedy, Mokrovousy, Neděliště, Račice nad Trotinou, Sadová, Sendražice, Sovětice, Stěžery, Střezetice, Světí, Třesovice, Vrchovnice, Všestary.

### Naučné stezky
Územím bojiště prochází pět tematicky zaměřených naučných stezek:

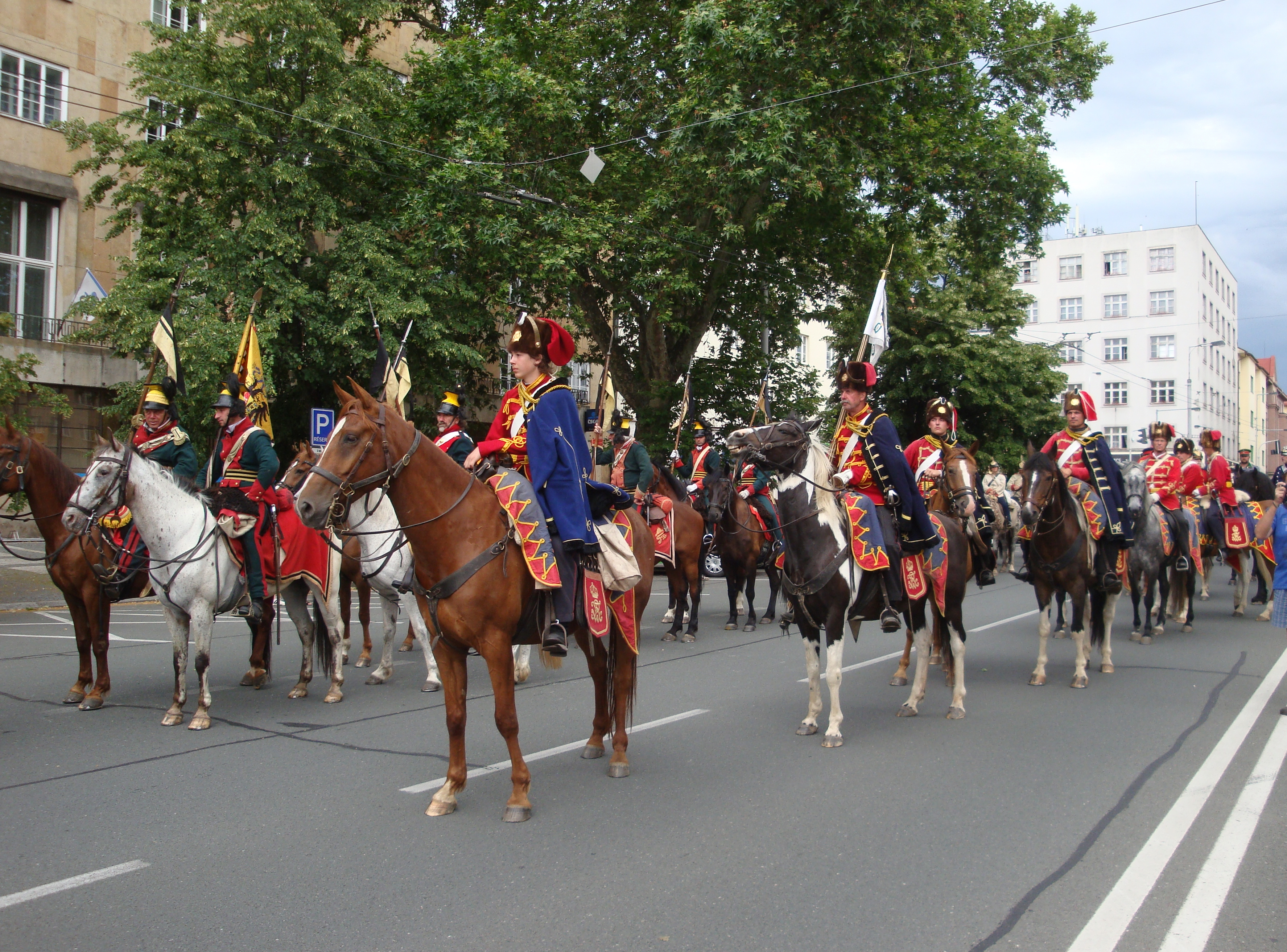
Připomínka bitvy, Hradec Králové 2016

| Název stezky                                              | Výchozí bod                            | Cílový bod                                                 | Délka               | Počet zastavení |
| --------------------------------------------------------- | -------------------------------------- | ---------------------------------------------------------- | ------------------- | --------------- |
| Josefov – Smiřice – Chlum 1866                            | vojenský hřbitov v Josefově            | Chlum u Hradce Králové                                     | 23,5 km             | 15              |
| Bitva u Hradce Králové 3. 7. 1866 – jižní křídlo          | Cerekvice nad Bystřicí                 | Rozběřice                                                  | 43 km               | 26              |
| Centrální bojiště Chlum                                   | Chlum, Muzeum války 1866               | Chlum, Muzeum války 1866                                   | 10 km               | 20              |
| Les Svíb                                                  | Čistěves / Chlum, Muzeum války 1866    | Máslojedy / Chlum, Muzeum války 1866                       | 10/15 km            | 23              |
| Bitva u Hradce Králové 3. 7. 1866 – ústup rakouské armády | Hradec Králové, Muzeum východních Čech | varianta A: Chlum, Muzeum války 1866 varianta B: Hořiněves | A: 18,5 km B: 18 km | A: 11 B: 9      |

### Akce
Pravidelně se také konají bitevní ukázky přímo na bojišti Chlum. V roce 2016 se u příležitosti uplynutí 150 let od bitvy uskutečnil celý seriál akcí, který vyvrcholil srážkou jezdectva u Střezetic a bitvou na Chlumu.

### Díla inspirovaná bitvou
Na počest vítězství pruské armády složil J. G. Piefke Královéhradecký pochod.
Bitvou se umělci nechávali inspirovat i po letech. Takto v 80. letech 19. století vznikla humoristická píseň Kanonýr Jabůrek, kde se zpívá o fiktivním dělostřelci, který se v bitvě choval udatně i přes ztrátu rukou a hlavy. Tato píseň se nadále zpívá v různých obměnách, skupina Kantoři podle ní pojmenovala své album z roku 1986 Tam u Hradce Královýho. Dále např. obraz Václava Sochora z r. 1900 Srážka jízdy u Střezetic. V roce 2011 uvedlo královéhradecké Divadlo Drak hru Víta Peřiny U kanónu stál aneb bitva u Hradce Králové. Bitvu u Chlumu rovněž zmiňuje Kateřina Surmanová ve své knize Tři sekery, jelikož část děje se odehrává přímo v obci Chlum (děj se z části týká duchů padlých vojáků). Klíčovou roli hraje bitva v románu Jaroslava Rudiše Winterbergova poslední cesta z roku 2021.